# Lords du Trésor
Ne pas confondre avec le lord grand trésorier, grand officier d'État responsable du Trésor avant 1714.
Les lords du Trésor (en anglais : Lords of the Treasury), officiellement lords commissaires du Trésor (Lords Commissioners of the Treasury), forment une commission responsable du Trésor de Sa Majesté (His Majesty's Treasury) au sein du gouvernement du Royaume-Uni. Ils remplacent dans ses fonctions l'ancien lord grand trésorier depuis 1714.

## Historique
Les lords du Trésor sont créés après la démission du dernier lord grand trésorier (Lord Great  Treasurer), Charles Talbot, en 1714, nommé par la reine Anne sur son lit de mort.
Au Royaume-Uni, ils sont au moins six commissaires à être responsables du Trésor de Sa Majesté. Traditionnellement, le conseil, servant d'agence publique pour le bureau du lord grand trésorier, est composé du premier lord du Trésor (First Lord of the Treasury), du second lord du Trésor (Second Lord of the Treasury) et d'au moins quatre lords subalternes (Junior Lords).
Depuis le XIXe siècle, la commission gère la plupart des décisions économiques de la Grande-Bretagne (de l'Angleterre avant l'Acte d'Union de 1707). Cependant, à partir des années 1800, les fonctions deviennent des positions sinécures, le premier lord étant presque invariablement Premier ministre (Prime Minister), le second lord le chancelier de l'Échiquier (Chancellor of the Exchequer) et les lords subalternes servant d'assistants whips au Parlement du Royaume-Uni.

## Liste des lords du Trésor actuels
| Titre                  | Lord           | Entrée en fonction |
| ---------------------- | -------------- | ------------------ |
| Premier lord du Trésor | Keir Starmer   | 5 juillet 2024     |
| Second lord du Trésor  | Rachel Reeves  | 5 juillet 2024     |
| Lords subalternes      | Nic Dakin      | 10 juillet 2024    |
| Lords subalternes      | Vicky Foxcroft | 10 juillet 2024    |
| Lords subalternes      | Taiwo Owatemi  | 10 juillet 2024    |
| Lords subalternes      | Jeff Smith     | 10 juillet 2024    |
| Lords subalternes      | Anna Turley    | 10 juillet 2024    |